# Kamienica przy ulicy Kalwaryjskiej 3 w Krakowie
Kamienica przy ulicy Kalwaryjskiej 3 – zabytkowa kamienica znajdująca się w Krakowie, w dzielnicy XIII przy ulicy Kalwaryjskiej, w Podgórzu.
Kamienica została wzniesiona na przełomie XIX i XX wieku. W 1908 roku budynek został nadbudowany o drugie piętro według projektu Zygmunta Kulki.
17 stycznia 1991 kamienica została wpisana do rejestru zabytków. Znajduje się także w gminnej ewidencji zabytków.